# Storage Wars : Enchères surprises
Storage Wars : Enchères surprises ou La Guerre des enchères au Québec (Storage Wars) est une émission de téléréalité américaine diffusée depuis le 1er décembre 2010 sur la chaîne A&E.
En France, l'émission est diffusée sur Planète+ Aventure, depuis le 3 janvier 2015 sur 6ter (saisons 1 à 7), depuis le 2 mai 2015 sur M6 et dès le 18 juin 2016 sur C8 puis CStar (saison 8 à 10). Au Québec, depuis 2011 sur Canal D.

## Synopsis
« Quand des garde-meubles sont abandonnés, les trésors qu'ils renferment sont vendus aux enchères ! »
L'émission se déroule en Californie et montre les ventes aux enchères du contenu des garde-meubles lorsque les loyers de ces derniers sont impayés depuis plusieurs mois.
Le programme suit plus précisément Dan et Laura Dotson, propriétaires d'une société de mise aux enchères, et d'un certain nombre d'acheteurs habitués, dont Jarrod Schulz et son épouse Brandi Passante, Darrell Sheets, Dave Hester, Ivy Calvin, Mary Padian, Rene Nezhoda et sa femme Casey Lloyd, se livrant des guerres d'enchères, attisées par un commissaire-priseur.

## Émissions
Ce guide des épisodes suit la numérotation originale.
| Saisons | Nombre d'épisodes | Date de diffusion (aux États-Unis) | Date de diffusion (aux États-Unis) | Date de diffusion (En France) | Date de diffusion (En France) |
| Saisons | Nombre d'épisodes | Premier épisode                    | Dernier épisode                    | Premier épisode               | Dernier épisode               |
| ------- | ----------------- | ---------------------------------- | ---------------------------------- | ----------------------------- | ----------------------------- |
| 01      | 19                | 1er décembre 2010                  | 20 avril 2011                      | NC                            | NC                            |
| 02      | 33 + 2 spécial    | 20 juillet 2011                    | 4 mars 2012                        | NC                            | NC                            |
| 03      | 30                | 5 juin 2012                        | 25 mars 2013                       | NC                            | NC                            |
| 04      | 22 + 6 spécial    | 16 avril 2013                      | 2 juillet 2013                     | NC                            | NC                            |
| 05      | 29 + 2 spécial    | 18 mars 2014                       | 30 septembre 2014                  | 1er juillet 2015              | NC                            |
| 06      | 18                | 11 novembre 2014                   | 3 mars 2015                        | NC                            | NC                            |
| 07      | 13                | 1er avril 2015                     | 20 mai 2015                        | 31 décembre 2015              | NC                            |
| 08      | 20                | 21 juillet 2015                    | 24 novembre 2015                   | 4 février 2016                | NC                            |
| 09      | 15                | 5 avril 2016                       | 24 mai 2016                        | 10 mars 2017                  | NC                            |
| 10      | 25                | 12 avril 2017                      | 2 août 2017                        | 4 janvier 2018                | NC                            |
| 11      | 29                | 8 novembre 2017                    | 28 mars 2018                       | NC                            | NC                            |
| 12      | 29                | 7 novembre 2018                    | 30 janvier 2019                    | NC                            | NC                            |
| 13      | 32                | 20 avril 2021                      | 18 janvier 2022                    | NC                            | NC                            |
| 14      | 13                | 8 mars 2022                        | 19 avril 2022                      | NC                            | NC                            |

En France, première diffusion de chaque saison sur la chaîne Planète+ Aventure

## Épisodes

### Saison 01 (2010-2011)[4]
- La numérotation est celle de la version originale diffusée sur A&E.
- La numérotation française est totalement différente et ne suit pas la numérotation américaine.

| N° dans la série | N° dans la saison | Titres en français             | Titres en anglais (VO)                | Lieux enchères                         |
| ---------------- | ----------------- | ------------------------------ | ------------------------------------- | -------------------------------------- |
| 001              | 01                | Duel au soleil                 | High Noon in the High Desert          | Victorville & Simi Valley (Californie) |
| 002              | 02                | Voiturette sur rail            | Railroad Roulette                     | Westminster (Californie)               |
| 003              | 03                | Labyrinthe                     | Melee in the Maze                     | Cerritos (Californie)                  |
| 004              | 04                | Piano miniature                | War on the Shore                      | Huntington Beach (Californie)          |
| 005              | 05                | Prise de bec et alambric       | The Old Spanish Standoff              | Riverside (Californie)                 |
| 006              | 06                | Trésor de guerre               | All Guns To Port                      | Long Beach (Californie)                |
| 007              | 07                | Bras de fer chez les retraités | Senior Center Showdown                | Homeland & Inglewood (Californie)      |
| 008              | 08                | Extralucide                    | Midnight in the Gardena Good and Evil | Gardena (Californie)                   |
| 009              | 09                | Crachoir de poche              | Collector's Last Stand                | Norwalk (Californie)                   |
| 010              | 10                | Souvenirs d'école              | School House Lock                     | Fullerton & Long Beach (Californie)    |
| 011              | 11                | Jackpot à Las Vegas            | Gambler's Last Resort                 | Las Vegas (Nevada)                     |
| 012              | 12                | Enchères royales               | Auction Royale                        | Las Vegas (Nevada)                     |
| 013              | 13                | Jeunes chiens fous             | Makings of a Mogul                    | Perris (Californie)                    |
| 014              | 14                | Les rois du pétrole            | Trouble the Oil                       | Long Beach (Californie)                |
| 015              | 15                | Le nabab                       | Chairman of the Hoard                 | Orange (Californie)                    |
| 016              | 16                | Le défi                        | High End Heist                        | Torrance (Californie)                  |
| 017              | 17                | Accumulation compulsive        | Young with the Gun                    | Riverside (Californie)                 |
| 018              | 18                | Crâne humain et tête de cheval | Skullduggery                          | Yucaipa (Californie)                   |
| 019              | 19                | L'enchère ou la vie            | Live and Let Bid                      | Encinitas (Californie)                 |

### Saison 02 (2011-2012)[5]
- La numérotation est celle de la version originale diffusée sur A&E.
- La numérotation française est totalement différente et ne suit pas la numérotation américaine.

| N° dans la série | N° dans la saison | Titres en français           | Titres en anglais (VO)            | Lieux enchères                    |
| ---------------- | ----------------- | ---------------------------- | --------------------------------- | --------------------------------- |
| 020              | 01                | Retour à Victorville         | Hang 'Em High Desert              | Victorville (Californie)          |
| 021              | 02                | Achetons sous la pluie       | Buyers on the Storm               | Whittier (Californie)             |
| 022              | 03                | Payez la dame !              | Pay the Lady                      | Riverside (Californie)            |
| 023              | 04                | L'art de se jeter à l'eau    | Santa Ana Street Fight            | Santa Ana (Californie)            |
| 024              | 05                | Bagage non réclamé           | Unclaimed Baggage                 | Costa Mesa (Californie)           |
| 025              | 06                | L'ennemi de mon ennemi       | Enemy of the Enemy                | Mission Hills, California (en)    |
| 026              | 07                | Au feu !                     | Fire in the Hole                  | Mission Hills, California (en)    |
| 027              | 08                | Un burrito contre une télé   | San Burrito                       | San Bernardino (Californie)       |
| 028              | 09                | Guerre et paix               | Tanks for the Memories            | Huntington Beach (Californie)     |
| 029              | 10                | Ça passe ou ça casse         | Land of the Loss                  | Santa Ana (Californie)            |
| 030              | 11                | Un feu d'artifice ou presque | Almost the Greatest Show on Earth | Inglewood (Californie)            |
| 031              | 12                | Strike !                     | Bowling for Dollars               | Las Vegas (Nevada)                |
| 032              | 13                | Le réveil de l'ours          | Get Him To The Mayan              | Laguna Niguel (Californie)        |
| 033              | 14                | Twist à Laguna               | Fu Dog Day Afternoon              | Laguna Hills (Californie)         |
| 034              | 15                | Le nouveau nabab             | I'm The New Mogul                 | Downtown Los Angeles (Californie) |
| 035              | 16                | Miss Barry et son chauffeur  | Driving Miss Barry                | Westminster (Californie)          |
| 036              | 17                | La poule aux œufs d'or       | Winner Winner Chicken Dinner      | Ontario (Californie)              |
| 037              | 18                | Abracadabra                  | Auction Sesame                    | Azusa (Californie)                |
| 038              | 19                | La casquette magique         | Stairway To Hemet                 | Hemet (Californie)                |
| 039              | 20                | La trottinette rose          | Scoot-A-Toot, Toot                | Long Beach (Californie)           |
| 040              | 21                | L'empire contre-attaqué      | The Empire Strikes Out            | Ontario (Californie)              |
| 041              | 22                | L'argent coule à flots       | Make It Rain, Girl                | Simi Valley (Californie)          |
| 042              | 23                | De folles enchères           | Smoke 'Em If You Find 'Em         | Newport Beach (Californie)        |
| 043              | 24                | La guerre des drones         | The Drone Wars                    | Gardena (Californie)              |
| 044              | 25                | Le baptême du feu de Brandi  | Brandi's First Time               | Santa Ana (Californie)            |
| 045              | 26                | Hollywood                    | Hooray For Holly-Weird            | North Hollywood (Californie)      |
| 046              | 27                | Tambour battant              | Don't Bid So Close To Me          | Rancho Cucamonga (Californie)     |
| 047              | 28                | Opération donut              | Not Your Average Bear             | Lancaster (Californie)            |
| 048              | 29                | À cause de la pluie          | Blame It on The Rain              | Santa Cruz (Californie)           |
| 049              | 30                | Viva San Francisco           | Viva La San Francisco             | San Francisco (Californie)        |
| 050              | 31                | Ferré et piégé               | Hook, Line and Sucker             | Inglewood (Californie)            |
| 051              | 32                | Opération clodo              | Operation Hobo                    | Harbor City (Californie)          |
| 052              | 33                | Stop ou encore               | Highland Anxiety                  | Highland (Californie)             |

Émissions spéciales :
| N° dans la série | Titres en français     | Titres en anglais (VO) | Lieux enchères     |
| ---------------- | ---------------------- | ---------------------- | ------------------ |
| SP 1             | Titre français inconnu | Unlocked Buy Low       | Las Vegas (Nevada) |
| SP 2             | Titre français inconnu | Unlocked Sell High     | Las Vegas (Nevada) |

- SP1 : Les participants à l'émission se retrouvent pour revivre les meilleurs enchères, résoudre les conflits personnels et pour révéler certains secrets de leurs succès ou de leurs échecs.
- SP2 : Les participants à l'émission se retrouvent pour discuter de leurs meilleurs et de leurs pires trouvailles de la saison 1.

### Saison 03 (2012)[6]
- La numérotation est celle de la version originale diffusée sur A&E.
- La numérotation française est totalement différente et ne suit pas la numérotation américaine.

| N° dans la série | N° dans la saison | Titres en français          | Titres en anglais (VO)                         | Lieux enchères                                          |
| ---------------- | ----------------- | --------------------------- | ---------------------------------------------- | ------------------------------------------------------- |
| 053              | 01                | Le 3e œil du tigre          | Third Eye of The Tiger                         | La Verne (Californie)                                   |
| 054              | 02                | La vengeance du Jedi        | May The Vaults Be With You                     | Chatsworth (Californie)                                 |
| 055              | 03                | Barry brise la glace        | The Iceman Carveth                             | Oxnard (Californie)                                     |
| 056              | 04                | Mission suicide             | Here's Looking At You, Kenny                   | Hawaiian Gardens (Californie)                           |
| 057              | 05                | D'un commun accordéon       | A Civil Accordion                              | City of Industry (Californie)                           |
| 058              | 06                | Sortilège à Long Beach      | ...More Like, WRONG Beach                      | Long Beach (Californie)                                 |
| 059              | 07                | Tout est permis             | All's Fair in Storage and Wars                 | Laguna Niguel (Californie)                              |
| 060              | 08                | Enchères à grande vitesse   | The Fast and The Curious                       | Lancaster (Californie)                                  |
| 061              | 09                | Willkommen, mes amis        | From Russia With Chucks                        | Gardena (Californie)                                    |
| 062              | 10                | Le grand jeu                | The Full Monty-Bello                           | Montebello & Costa Mesa (Californie)                    |
| 063              | 11                | Le chupacabra               | Dial C for Chupacabra                          | Whittier & Fontana (Californie)                         |
| 064              | 12                | Un naufrage annoncé         | The Ship Just Hit The Sand                     | Inglewood (Californie)                                  |
| 065              | 13                | Les poupées russes          | Willkommen to the Dollhouse                    | Garden Grove (Californie)                               |
| 066              | 14                | Le "ouaip" s'arrête ici     | The YUUUP Stops Here                           | Riverside (Californie)                                  |
| 067              | 15                | Les oiseaux                 | Buy, Buy Birdie                                | Chino (Californie)                                      |
| 068              | 16                | La stratégie du burrito     | The Return of San Burrito                      | San Bernardino (Californie)                             |
| 069              | 17                | Barry a un souci            | There's Something About Barry                  | Lakewood & Fullerton (Californie)                       |
| 070              | 18                | Dr Folenchère               | Dr. Strangebid                                 | Westminster (Californie)                                |
| 071              | 19                | Les sheets et les geeks     | Sheets and Geeks                               | Santa Ana (Californie)                                  |
| 072              | 20                | Le coup du sourcil          | No Bid for the Weary                           | Costa Mesa (Californie)                                 |
| 073              | 21                | Le scooter du coiffeur      | Straight into Compton: Biddaz with Attitude    | Compton (Californie)                                    |
| 074              | 22                | La boite à ouais            | The Young and the Reckless                     | Murrieta (Californie)                                   |
| 075              | 23                | Double dragon               | Jurassic Bark                                  | Mission Hills, California (en) & Inglewood (Californie) |
| 076              | 24                | Barry se prend une veste    | A Tale of Two Jackets                          | Hollywood (Californie)                                  |
| 077              | 25                | Du beurre avec du miel      | Tustin, Bee Have a Problem                     | Tustin (Californie)                                     |
| 078              | 26                | Les dollars de l'art        | Portrait of the Gambler                        | Montebello (Californie)                                 |
| 079              | 27                | Enchères et contre tous     | The Big Boy vs. The Heavyweights               | La Habra (Californie)                                   |
| 080              | 28                | Chaussettes et nœuds pap'   | The Kook, The Chief, His Son, and The Brothers | Lake Elsinore (Californie)                              |
| 081              | 29                | Tant va la cruche à lots... | Nobody's Vault But Mine                        | Chatsworth (Californie)                                 |
| 082              | 30                | ...Que tout part à vos lots | Still! Nobody's Vault But Mine                 | Chatsworth (Californie)                                 |

### Saison 04 (2013)[7]
- La numérotation est celle de la version originale diffusée sur A&E.
- La numérotation française est totalement différente et ne suit pas la numérotation américaine.

| N° dans la série | N° dans la saison | Titres en français               | Titres en anglais (VO)             | Lieux enchères                    |
| ---------------- | ----------------- | -------------------------------- | ---------------------------------- | --------------------------------- |
| 083              | 01                | Les enchères pour les nuls       | Auctioning for Dummies             | Stanton (Californie)              |
| 084              | 02                | Les gants élégants               | Breathalyze This                   | Huntington Beach (Californie)     |
| 085              | 03                | Le box des crados                | All's Well That Urns Well          | Orange & West Covina (Californie) |
| 086              | 04                | Super 8                          | The PA Stays in the Picture        | Rancho Cucamonga (Californie)     |
| 087              | 05                | Un pacte avec Barry-Cifer        | A Time to Kiln                     | San Jacinto (Californie)          |
| 088              | 06                | Le cow-boy cantonais             | Like a Kung Pao Cowboy             | Montebello (Californie)           |
| 089              | 07                | Un coup de pompe à bière         | Oysters on The Half Plate          | Long Beach (Californie)           |
| 090              | 08                | La nouvelle commissaire          | The Monster Hash                   | Costa Mesa (Californie)           |
| 091              | 09                | Le coquillage abandonné          | Old Tricks, New Treats             | Inglewood (Californie)            |
| 092              | 10                | Avalanche d'enchères             | The Shrining                       | El Monte (Californie)             |
| 093              | 11                | Payez le Monsieur !              | Orange You Glad Dan Sold It Again? | Burbank & Riverside (Californie)  |
| 094              | 12                | Barry et ses drôles de dames     | Barry's Angels                     | Torrance (Californie)             |
| 095              | 13                | Un coffre-fort… très fort        | The French Job                     | Laguna Niguel (Californie)        |
| 096              | 14                | Le roi des pralines              | That's My Jerry!                   | Compton (Californie)              |
| 097              | 15                | Oncle Sam t'a choisi             | This Lamp's For You                | Orange (Californie)               |
| 098              | 16                | Echecs et Mat-gicien d'oz        | There's No Place Like Homeland     | Homeland (Californie)             |
| 099              | 17                | Jarrod est bouche bée            | Total Wine Domination              | Mission Viejo (Californie)        |
| 100              | 18                | DJ flavor en action              | The Storage Buyer in You           | Lancaster (Californie)            |
| 101              | 19                | Darrell et l'architecte dentaire | Fear and Loathing in Placentia     | Placentia (Californie)            |
| 102              | 20                | Barry Doubtfire                  | Barry Doubtfire                    | Stanton (Californie)              |
| 103              | 21                | La bataille des sourcils         | Battle of the Brows                | Moreno Valley (Californie)        |
| 104              | 22                | Super Darreluigi Bros            | Super Bros. Shuffle                | Costa Mesa (Californie)           |

Émissions spéciales :
| Episodes | Titres en français           | Titres en anglais (VO)       |
| -------- | ---------------------------- | ---------------------------- |
| SP 01    | Best of : Les trésors        | Best of: The Finds           |
| SP 02    | Best of : Les gaffes         | Best of: The Blunders        |
| SP 03    | Best of : Les stratégies     | Best of: The Strategies      |
| SP 04    | Best of : Les rivalités      | Best of: The Feuds           |
| SP 05    | Best of : Jarrod et Brandi   | Best of: Jarrod and Brandi   |
| SP 06    | Best of : Darrell et Brandon | Best of: Darrell and Brandon |

### Saison 05 (2014)[8]
- La numérotation est celle de la version originale diffusée sur A&E.
- La numérotation française est totalement différente et ne suit pas la numérotation américaine.

| N° dans la série | N° dans la saison | Titres en français               | Titres en anglais (VO)               | Lieux enchères                    |
| ---------------- | ----------------- | -------------------------------- | ------------------------------------ | --------------------------------- |
| 105              | 01                | Les enchères s'envolent          | Flight of the Gambler                | Montebello (Californie)           |
| 106              | 02                | Duel sous la neige               | The Hills Have Buys                  | Rimforest, California (en)        |
| 107              | 03                | Ne jamais croiser les effluves   | Nerds of the Round Table             | Moreno Valley (Californie)        |
| 108              | 04                | Intimid'action                   | Operation: Intimidation              | West Covina (Californie)          |
| 109              | 05                | Les deux rois de Montebello      | The Return of the King of Montebello | Montebello (Californie)           |
| 110              | 06                | Un bon canular téléphonique      | For A Good Time Call... Ivy          | Riverside (Californie)            |
| 111              | 07                | Chucky qui ??                    | LBC U LTR                            | Long Beach (Californie)           |
| 112              | 08                | A bord du Queen Mary             | Nuthin' But A 'G' Thang, Rene        | Riverside (Californie)            |
| 113              | 09                | Fais péter la TNT !!             | Boom Goes The Dynamite?              | Murrieta (Californie)             |
| 114              | 10                | Les vrais gardiens de la galaxie | Zen Masters of the Universe          | Fontana (Californie)              |
| 115              | 11                | Le steampunk teuton              | Darrell Sheets the Bed               | Huntington Beach (Californie)     |
| 116              | 12                | Dopage aux donuts                | The Donut Effect                     | Rancho Cucamonga (Californie)     |
| 117              | 13                | Une jambe au paradis             | The Gutfather                        | Fontana (Californie)              |
| 118              | 14                | A Barry, Barry et demi           | Grin And Barry It                    | Lancaster (Californie)            |
| 119              | 15                | Les aventures de Max profit      | The Adventures of Max Profit         | Moreno Valley (Californie)        |
| 120              | 16                | Un box hanté                     | Ghosts Don't Need Money              | Costa Mesa (Californie)           |
| 121              | 17                | Payez la ... Dan !               | Pay The Dan                          | Upland & Costa Mesa (Californie)  |
| 122              | 18                | Encherminator                    | The Robot Cowboy                     | Garden Grove (Californie)         |
| 123              | 19                | La relève est azurée             | It's Bring Your Kids To Work Day     | Norwalk (Californie)              |
| 124              | 20                | Payez le Ivy !!                  | The Mom Factor                       | Lancaster (Californie)            |
| 125              | 21                | Le retour de Darth Davor         | The Man in Black is Back... In Black | Huntington Beach (Californie)     |
| 126              | 22                | C'est mon yuuuuupp !             | The Return of the Mogul's Return!    | Montclair (Californie)            |
| 127              | 23                | Le mâle à barre                  | Bunny Owns This Town                 | Ramona (Californie)               |
| 128              | 24                | Strike !!                        | Bowling for Brandi                   | West Covina (Californie)          |
| 129              | 25                | Boom-box à oiseaux               | Deep In The Heart of Upland          | Upland (Californie)               |
| 130              | 26                | Un gros malaise                  | The Daneurysm                        | Hemet & Palm Springs (Californie) |
| 131              | 27                | Miss profit et son chauffeur     | The Education of Miss Profit         | Moreno Valley (Californie)        |
| 132              | 28                | Spock en stock                   | Bid Strong And Prosper               | Costa Mesa (Californie)           |
| 133              | 29                | Enchéris chéri                   | Hestered in the Highlands            | Murrieta (Californie)             |

### Saison 06 (2015)[9]
- La numérotation est celle de la version originale diffusée sur A&E.
- La numérotation française est totalement différente et ne suit pas la numérotation américaine.

| N° dans la série | N° dans la saison | Titres en français                     | Titres en anglais (VO)                   | Lieux enchères                                   |
| ---------------- | ----------------- | -------------------------------------- | ---------------------------------------- | ------------------------------------------------ |
| 134              | 01                | Le monopoly du cœur                    | Auction Boogaloo                         | Stanton (Californie)                             |
| 135              | 02                | Le plus beau de tous les petits poneys | My Little Brony                          | Oceanside (Californie)                           |
| 136              | 03                | La box-tober fest                      | Locktoberfest!                           | Montebello (Californie)                          |
| 137              | 04                | De roi à empereur...                   | The Emperor of El Monte                  | El Monte (Californie)                            |
| 138              | 05                | Le Bozekparov des échecs               | Up the Ante in El Monte                  | El Monte (Californie)                            |
| 139              | 06                | Cravate obligatoire                    | All Along the Swatchtower                | Koreatown (Californie)                           |
| 140              | 07                | Ivy et la flûte géante                 | A San Marcos Mitzvah                     | San Marcos (Californie)                          |
| 141              | 08                | Joyeuses enchères de Noël              | A Very Miraculous Storage Wars Christmas | Chez Dan & Laura Calimesa (Californie)           |
| 142              | 09                | Le grand prix de Rhenéanie             | North Hollywood Hustle                   | North Hollywood (Californie)                     |
| 143              | 10                | Le côté obscur de lumen                | Who Let the Daves Out?                   | Huntington Beach (Californie)                    |
| 144              | 11                | Le vieil homme et la merlette          | Gambler of Thrones                       | Palm Springs (Californie)                        |
| 145              | 12                | Pour quelques dollars de l'art de plus | Once Upon a Locker in the West           | Santa Ana (Californie)                           |
| 146              | 13                | Là-haut dans la montagne               | Locker Mountain High                     | Upland (Californie) & Rimforest, California (en) |
| 147              | 14                | Frankart Goes to Hollywood             | Fontan-o-rama                            | Fontana (Californie)                             |
| 148              | 15                | Le livre de Dave                       | Mr. Nezhoda's Opus                       | Torrance (Californie)                            |
| 149              | 16                | Dan est au régime                      | Leader of the Packed                     | Bellflower (Californie)                          |
| 150              | 17                | L'amour du riff                        | Lock and Roll                            | Mission Hills, California (en)                   |
| 151              | 18                | Enchères et en noces                   | Too Fast, Too Curious                    | Riverside (Californie)                           |

Émissions spéciales :
| Episodes | Titres en français    | Titres en anglais (VO)  |
| -------- | --------------------- | ----------------------- |
| SP 07    | Best of : Barry Weiss | Best of: Barry Weiss    |
| SP 08    | Best of : Les experts | Best of: The Appraisals |

### Saison 07 (2015)[10]
- La numérotation est celle de la version originale diffusée sur A&E.
- La numérotation française est totalement différente et ne suit pas la numérotation américaine.

| N° dans la série | N° dans la saison | Titres en français                   | Titres en anglais (VO)                             | Lieux enchères                |
| ---------------- | ----------------- | ------------------------------------ | -------------------------------------------------- | ----------------------------- |
| 152              | 01                | L'inspecteur Mary                    | Padian: P.I.                                       | Fontana (Californie)          |
| 153              | 02                | Un coup fumant                       | The Thrill of a Kitty and the Agony of Smoked Meat | Moreno Valley (Californie)    |
| 154              | 03                | Un bon flair                         | The Sweet Sniff of Success                         | West Covina (Californie)      |
| 155              | 04                | Sang pour cent                       | There Will Be Blood Money                          | Riverside (Californie)        |
| 156              | 05                | Gare aux moustiques                  | It's All Smoke and Mirrors                         | Rancho Cucamonga (Californie) |
| 157              | 06                | Boîte à rythme et ultrasons          | Packed, Stacked and All...Trash?                   | Costa Mesa (Californie)       |
| 158              | 07                | Relooking extrême                    | Bozek Is My Spirit Animal                          | Lake Elsinore (Californie)    |
| 159              | 08                | Far west, vintage et bonnes affaires | What Cowboy Dreams May Come                        | Santa Ana (Californie)        |
| 160              | 09                | Une vraie vache à lait               | Too Many Cooks in the Locker                       | Lancaster (Californie)        |
| 161              | 10                | De la Terre à la Lune                | Tinseltown Tussle                                  | North Hollywood (Californie)  |
| 162              | 11                | Trucs de fille                       | Ivy for the Win                                    | Arcadia (Californie)          |
| 163              | 12                | Gros coups et coups bas              | High Stakes and Low Blows                          | Montebello (Californie)       |
| 164              | 13                | La vallée des box                    | Valley of the Hauls                                | Moreno Valley (Californie)    |

### Saison 08 (2015)[11]
- La numérotation est celle de la version originale diffusée sur A&E.
- La numérotation française est totalement différente et ne suit pas la numérotation américaine.

| N° dans la série | N° dans la saison | Titres en français               | Titres en anglais (VO)                 | Lieux enchères                   |
| ---------------- | ----------------- | -------------------------------- | -------------------------------------- | -------------------------------- |
| 165              | 01                | Il est 5 heures, Perri s'éveille | They'll Always Have Perris             | Perris (Californie)              |
| 166              | 02                | Certains l'aiment plus chaud     | Some Like it Hotter                    | Palm Desert (Californie)         |
| 167              | 03                | Partie de campagne               | Lock the Vote!                         | San Diego (Californie)           |
| 168              | 04                | Le chef de la meuf               | All Bid and No Bite                    | Rancho Palos Verdes (Californie) |
| 169              | 05                | Eldorado dans le désert          | Just Desserts                          | Indio (Californie)               |
| 170              | 06                | Enchères et partenaires          | Auctions and Allies                    | Koreatown (Californie)           |
| 171              | 07                | Bagarre à Palms Springs          | Palm Springs Throwdown                 | Palm Springs (Californie)        |
| 172              | 08                | Une belle palette d'objets       | Young Gun, Old Tricks                  | Santa Ana (Californie)           |
| 173              | 09                | L'école des 400 coups            | The School Of Hard Knock-Knocks        | Rancho Dominguez (Californie)    |
| 174              | 10                | L'enchère de trop                | An Auction Too Far                     | Hawaiian Gardens (Californie)    |
| 175              | 11                | Duel à Los Angeles               | Downtown Showdown                      | Los Angeles (Californie)         |
| 176              | 12                | La vallée des bénéfices          | Mo' Money, Mo' Valley                  | Moreno Valley (Californie)       |
| 177              | 13                | Arnaques, crimes et sténotype    | Lock, Stock and One Smoking Darrell    | Lancaster (Californie)           |
| 178              | 14                | René se rend                     | Rene Abides                            | Huntington Beach (Californie)    |
| 179              | 15                | Le dernier matelas               | Last Mattress Standing                 | Norwalk (Californie)             |
| 180              | 16                | Brandi au pays des margaritas    | Mayor of Margarita-ville               | Beaumont (Californie)            |
| 181              | 17                | Enchères à emporter              | Auctions Away!                         | Palm Springs (Californie)        |
| 182              | 18                | Des poupées et des box           | Buys and Dolls                         | Torrance (Californie)            |
| 183              | 19                | Une montagne de profits          | There's No Business Like Snow Business | Rimforest, California (en)       |
| 184              | 20                | L'accord-éon parfait             | The World Accordion to Ivy             | West Covina (Californie)         |

### Saison 09 (2015)[12]
- La numérotation est celle de la version originale diffusée sur A&E.
- La numérotation française est totalement différente et ne suit pas la numérotation américaine.

| N° dans la série | N° dans la saison | Titres en français               | Titres en anglais (VO)             | Lieux enchères                                  |
| ---------------- | ----------------- | -------------------------------- | ---------------------------------- | ----------------------------------------------- |
| 185              | 01                | La pêche au gros                 | Mexican Grand Off                  | San Diego & Lancaster (Californie)              |
| 186              | 02                | Désert dans les affaires         | From Dust 'Til Dawn                | Mojave (Californie)                             |
| 187              | 03                | Les acheteurs ninjas             | Middle-Aged Mutant Ninja Buyers    | Westminster (Californie)                        |
| 178              | 04                | Bonnes affaires en centre-ville  | Downtown Lockers and Uptown Dreams | Los Angeles (Californie)                        |
| 189              | 05                | Des cookies et de la crème       | Dreams of Cookies and Cream        | Moreno Valley (Californie)                      |
| 190              | 06                | Qui mouillera la chemise ?       | Who Wet the Sheets?                | Riverside (Californie)                          |
| 191              | 07                | Un bon karma                     | Santa Ana Surprise                 | Rancho Cucamonga (Californie)                   |
| 192              | 08                | Jeux d'arcades à Arcadia         | High Scores in Arcadia             | Arcadia (Californie)                            |
| 193              | 09                | Le lion de Lancaster             | The Lion of Lancaster              | Lancaster (Californie)                          |
| 194              | 10                | Mary décroche le gros lot        | Mary's Big Score                   | El Monte (Californie)                           |
| 195              | 11                | Des enchères olé olé             | Auctions Arriba!                   | Palm Springs (Californie)                       |
| 196              | 12                | Allée à tout prix                | The One with Mary and Allee        | North Hollywood (Californie)                    |
| 197              | 13                | Et la lumière fut                | Sundown Showdown                   | Huntington Beach & North Hollywood (Californie) |
| 198              | 14                | L'ami de mon père est mon ennemi | Father Bids Best                   | Montebello (Californie)                         |
| 199              | 15                | La course aux box                | The Fat Lady is Warming Up         | Van Nuys (Californie)                           |

### Saison 10 (2016)[13]
- La numérotation est celle de la version originale diffusée sur A&E.
- La numérotation française est totalement différente et ne suit pas la numérotation américaine.
- La saison 10 française contient toutes la listes ci-dessous, ainsi que quelques n° de la saison 11 (us) soit plus de 32 épisodes.

| N° dans la série | N° dans la saison | Titres en français                           | Titres en anglais (VO)                  | Lieux enchères                |
| ---------------- | ----------------- | -------------------------------------------- | --------------------------------------- | ----------------------------- |
| 200              | 01                | Babioles et jeux vidéo                       | Stakes, Buys and Video Games            | Orange (Californie)           |
| 201              | 02                | Des enchères en cascade                      | Goodness, Gracious, Great Coats of Fire | Moreno Valley (Californie)    |
| 202              | 03                | Les feux de la rampe                         | Bright Lights, Big Biddies              | Arcadia (Californie)          |
| 203              | 04                | Noix à la demande                            | The Nutty Appraiser                     | Adelanto (Californie)         |
| 204              | 05                | Qui veut des chapeaux ?                      | Who Wants To Be A Mil-li-NER?           | Costa Mesa (Californie)       |
| 205              | 06                | C'est en regardant qu'on apprend             | I Learned It From Watching You!         | Huntington Beach (Californie) |
| 206              | 07                | "Poe" de chance                              | Quoth the Kenny: Kumbaya!               | Riverside (Californie)        |
| 207              | 08                | Bal, flop et swing                           | Pop, Lock & Auction                     | Koreatown (Californie)        |
| 208              | 09                | Le bonheur, c'est simple comme un laser game | Happiness is a Warm Laser Gun           | El Monte (Californie)         |
| 209              | 10                | Les poteries précolombiennes                 | That's the Way the Terra Cotta Crumbles | Moreno Valley (Californie)    |
| 210              | 11                | Le grenier de mémé                           | Granny Get Your Gun                     | Montebello (Californie)       |
| 211              | 12                | Les robes flamenco                           | Olé/GYN                                 | Van Nuys (Californie)         |
| 212              | 13                | La street-luge                               | You Win Some, You Luge Some             | Indio (Californie)            |
| 213              | 14                | Des poupées en or                            | Value of the Dolls                      | Walnut (Californie)           |
| 214              | 15                | Bonne pêche                                  | L. Ron YUUUPer                          | Whittier (Californie)         |
| 215              | 16                | Le mini-cercueil                             | Good MOURNING, Arcadia!                 | Arcadia (Californie)          |
| 216              | 17                | Cartons et cartoons                          | Drawn & Quartered                       | Huntington Beach (Californie) |
| 217              | 18                | A toute vitesse                              | Hare Today, Gun Tomorrow                | Fontana (Californie)          |
| 218              | 19                | Le pinceur pincé                             | The Clamper Caper                       | Victorville (Californie)      |
| 219              | 20                | Des rasoirs pas rasoirs                      | Shave and a Haircut: Two Bids           | El Monte (Californie)         |
| 220              | 21                | Vamos a Placentia                            | Vamos a Placentia                       | Placentia (Californie)        |
| 221              | 22                | Femme d'af-flair                             | Mutt-erial Girl                         | Riverside (Californie)        |
| 222              | 23                | Ivy en solo                                  | Me, Myself and Ivy                      | Arcadia (Californie)          |
| 223              | 24                | La fièvre du cuivre                          | 666: The Sign of the Profit             | San Bernardino (Californie)   |
| 224              | 25                | Tour de Chance                               | Tour de Chance                          | Mentone (Californie)          |

### Saison 11 (2017)[14]
- La numérotation est celle de la version originale diffusée sur A&E.
- La numérotation française est totalement différente et ne suit pas la numérotation américaine.
- Une partie de cette saison (de 225 à 236) est incluse dans la saison 10 de la version française.

| N° dans la série | N° dans la saison | Titres en français            | Titres en anglais (VO)                       | Lieux enchères                   |
| ---------------- | ----------------- | ----------------------------- | -------------------------------------------- | -------------------------------- |
| 225              | 01                | Les drôles de dames           | The Wild Wild Vests                          | Canyon Country (Californie)      |
| 226              | 02                | Pactole à Pan Am              | Out of the Frying Pan Am                     | Riverside (Californie)           |
| 227              | 03                | La saison du kitsch           | Season of the Kitsch                         | Victorville (Californie)         |
| 228              | 04                | Le romantisme à l'état pur    | A Metamorphic Layer of True Romanticism      | Lancaster (Californie)           |
| 229              | 05                | Certains l'aiment moins chaud | Some Don't Like It Hot                       | Riverside (Californie)           |
| 230              | 06                | Pose ton "Ouep"               | Kumba-YUUUP!                                 | El Monte (Californie)            |
| 231              | 07                | Les bébés flippants           | Vegas Shrugged                               | Placentia (Californie)           |
| 232              | 08                | Le verre et la fortune        | Assassin's Greed                             | Rancho Palos Verdes (Californie) |
| 233              | 09                | Pour une poignée de dollars   | A Fistful of Dollar                          | Paramount (Californie)           |
| 234              | 10                | L'ediphone                    | One Girl's Trinket is Another Man's Treasure | Adelanto (Californie)            |
| 235              | 11                | A bon achat, bon petit rat    | Buyerina                                     | Orange (Californie)              |
| 236              | 12                | Je vous salue, Kenny          | Preaching to the Buyer                       | West Covina (Californie)         |
| 237              | 13                | L'affaire est dans le sac     | Some Mo' Mr. Nice Guy                        | Moreno Valley (Californie)       |
| 238              | 14                | Le roi de la glace            | Top Meat and Greet                           | Riverside (Californie)           |
| 239              | 15                | Une vie de chien              | Whiskers and Lies                            | Hawaiian Gardens (Californie)    |
| 240              | 16                | Tout feu tout flamme          | Crate Balls of Fire                          | Santa Ana (Californie)           |
| 241              | 17                | Ivy touche le gros lot        | Ivy Gets the Runaround                       | Stanton (Californie)             |
| 242              | 18                | Le père du Père Noël          | Fa-La-La-Lala, La-La-La-Locker!              | Riverside (Californie)           |
| 243              | 19                | Le pouvoir du «ouaip»!        | The Way of the YUUUP!                        | Torrance (Californie)            |
| 244              | 20                | Une enchère à rendre chèvre   | Goat Tell It on the Mountain                 | Lake Arrowhead (Californie)      |
| 245              | 21                | Ivy le professionnel          | Ivy: The Pro-fession-ale                     | Rancho Cucamonga (Californie)    |
| 246              | 22                | Un grand blond                | Mary's RE-finds                              | Los Angeles (Californie)         |
| 247              | 23                | Un bon filon                  | Crickets and Wickets                         | West Covina (Californie)         |
| 248              | 24                | Le temps, c'est de l'argent   | Quality Bro Chime                            | Thousand Oaks (Californie)       |
| 249              | 25                | Musique et cuisine italienne  | And Mary Ran Away With the Spoon             | Huntington Beach (Californie)    |
| 250              | 26                | Indiana et le temple d'Ivy    | Indiana Ivy and the Temple of Phlegm         | Montebello (Californie)          |
| 251              | 27                | Une journée à Van Nuys        | Tour de Van Nuys                             | Van Nuys (Californie)            |
| 252              | 28                | Ça se fouette !               | Bo-ZAK That Whip!                            | Orange (Californie)              |
| 253              | 29                | Une demi-vague pour Kenny     | We Don't Use the 'S' Word Around Here        | Buena Park (Californie)          |

### Saison 12 (2018-2019)[15]
- La numérotation est celle de la version originale diffusée sur A&E.
- La numérotation française est totalement différente et ne suit pas la numérotation américaine.
- S'il existe deux titres français, ils sont séparés par un slash.

| N° dans la série | N° dans la saison | Titres en français                                          | Titres en anglais (VO)                       | Lieux enchères                               | Date diffusion USA |
| ---------------- | ----------------- | ----------------------------------------------------------- | -------------------------------------------- | -------------------------------------------- | ------------------ |
| 254              | 01                | Le poids lourd des enchères / Une belle jambe               | The Jenny, The Baker, The Prosthetics Maker  | Menifee (Californie)                         | 7 novembre 2018    |
| 255              | 02                | Un week-end avec Barry                                      | Weekend at Barry's                           | Koreatown (Los Angeles) (Californie)         | 7 novembre 2018    |
| 256              | 03                | Deux villes, une enchère                                    | A Sale of Two Cities                         | Walnut (Californie) et Whittier (Californie) | 14 novembre 2018   |
| 257              | 04                | Des fers et des plumes                                      | They Shoe Horses, Don't They?                | Hesperia (Californie)                        | 14 novembre 2018   |
| 258              | 05                | Cody est dans le coup                                       | Talkin' In Cody                              | Moreno Valley (Californie)                   | 21 novembre 2018   |
| 259              | 06                | Question de chakras                                         | Om Sweet Om                                  | Brea (Californie)                            | 21 novembre 2018   |
| 260              | 07                | Du rififi chez granma                                       | Grandma's Havoc                              | Victorville (Californie)                     | 28 novembre 2018   |
| 261              | 08                | Avis de tempête sur les enchères                            | Cloudy with a Chance of Profit               | Van Nuys (Californie)                        | 28 novembre 2018   |
| 262              | 09                | Le poids lourd des enchères                                 | Let's Give `Em Something to Tonka About      | Murrieta (Californie)                        | 9 janvier 2019     |
| 263              | 10                | Cage ta joie                                                | Fowl Play                                    | Torrance (Californie)                        | 9 janvier 2019     |
| 264              | 11                | L'encan ou la poule? / Poule mouillée, enchère ratée        | What Came First: The Chicken or the Auction? | Rialto (Californie)                          | 16 janvier 2019    |
| 265              | 12                | Le vent du désert / Un vent de bonnes affaires              | The Wind Beneath Our Bids                    | Desert Hot Springs (Californie)              | 16 janvier 2019    |
| 266              | 13                | Pas si gourde que ça                                        | Not All That Glitters is Gourd               | Orange (Californie)                          | 23 janvier 2019    |
| 267              | 14                | Blacula et la maîtresse des ténèbres                        | Mistress of the Snark                        | Stanton (Californie)                         | 23 janvier 2019    |
| 268              | 15                | Des insectes et des restes humains / Un cadavre dans le box | Nowhere to Formaldehyde                      | Hawaiian Gardens (Californie)                | 30 janvier 2019    |
| 269              | 16                | Panique à Long Beach                                        | Drama in the LBC                             | Long Beach (Californie)                      | 30 janvier 2019    |

### Saison 13 (2021)[16]
- La numérotation est celle de la version originale diffusée sur A&E.
- La numérotation française est totalement différente et ne suit pas la numérotation américaine.

| N° dans la série | N° dans la saison | Titres en français                                       | Titres en anglais (VO)              | Lieux enchères              | Date diffusion USA |
| ---------------- | ----------------- | -------------------------------------------------------- | ----------------------------------- | --------------------------- | ------------------ |
| 270              | 01                | Le souffle du diable                                     | Santanas Are Coming to Town         | Santa Ana (Californie)      | 20 avril 2021      |
| 271              | 02                | Enchères et pizzas                                       | Bits and Pizzas                     | Montebello (Californie)     | 20 avril 2021      |
| 272              | 03                | Empotons l'argent / Pactole au rebond                    | Let's Make a Dill!                  | Montebello (Californie)     | 27 avril 2021      |
| 273              | 04                | Miroir, mon beau miroir                                  | Mirro, Mirro, on the Floor          | Santa Ana (Californie)      | 27 avril 2021      |
| 274              | 05                | Règle numéro 1                                           | Rules #1                            | Moreno Valley (Californie)  | 4 mai 2021         |
| 275              | 06                | Queen Baya                                               | Queen-baya!                         | Canyon Country (Californie) | 4 mai 2021         |
| 276              | 07                | Game of box, enchère is coming                           | Game of Groans: Whittier Is Coming  | Whittier (Californie)       | 11 mai 2021        |
| 277              | 08                | Sous le ciel de Perris / Breaking Bad                    | Breaking Bread                      | Perris (Californie)         | 11 mai 2021        |
| 278              | 09                | Docteur D et les machines mystérieuses                   | Dr. D and the Mystery Machines      | Brea (Californie)           | 18 mai 2021        |
| 279              | 10                | Vol au-dessus d'un nid de flambeurs                      | A Plane Flew Over the Cuckoo's Nest | Riverside (Californie)      | 25 mai 2021        |
| 280              | 11                | Laura aux commandes                                      | Older and Weiss-er                  | West Covina (Californie)    | 2 novembre 2021    |
| 281              | 12                | En pistes                                                | Let My Lockers Go                   | San Bernardino (Californie) | 2 novembre 2021    |
| 282              | 13                | Clown un jour... / Le retour de Barry                    | Fears of a Clown                    | Victorville (Californie)    | 9 novembre 2021    |
| 283              | 14                | Clownophobie                                             | Stanton and Re-Deliver              | Stanton (Californie)        | 9 novembre 2021    |
| 284              | 15                | Le Capitaine Darrell Et Son Matelot                      | The Old Man and the Spree           | Oceanside (Californie)      | 16 novembre 2021   |
| 285              | 16                | Science ou magie?                                        | She Bidded Me With Science!         | Placentia (Californie)      | 16 novembre 2021   |
| 286              | 17                | Chouette, un hibou! / La science des enchères            | Not So Easy Rider                   | Riverside (Californie)      | 23 novembre 2021   |
| 287              | 18                | Un Autrichien à Perris                                   | An Austrian in Perris               | Perris (Californie)         | 30 novembre 2021   |
| 288              | 19                | Quelle mouche l'a piquée? / Un box qui fait mouche       | Pretty Fly...For a Locker!          | San Bernardino (Californie) | 30 novembre 2021   |
| 289              | 20                | Thé hallucinogène et jeux de société                     | High Tea and Boxed Whine            | Santa Ana (Californie)      | 7 décembre 2021    |
| 290              | 21                | Verre caboche et motocross                               | Miss Direction...If You're Nasty    | Riverside (Californie)      | 7 décembre 2021    |
| 291              | 22                | Raisins amers / Il jouait de la batterie debout          | She Sure Has a Type                 | Lancaster (Californie)      | 14 décembre 2021   |
| 292              | 23                | La Bête et le gros bêta / Le diable mange des pralines   | The Devil Buys Used Prada           | Canyon Country (Californie) | 14 décembre 2021   |
| 293              | 24                | L'argent est roi                                         | Cash is King                        | Montebello (Californie)     | 21 décembre 2021   |
| 294              | 25                | Arachnomanie / La faute aux copieuses                    | Spidey Cents                        | Placentia (Californie)      | 28 décembre 2021   |
| 295              | 26                | Bière qui roule... / Le jeune, la cowgirl et la semi-pro | Another One Bites the Dusty         | Stanton (Californie)        | 28 décembre 2021   |
| 296              | 27                | Faites voler les cadenas                                 | Come and Knock on Our Locker        | Fullerton (Californie)      | 4 janvier 2022     |
| 297              | 28                | A s'en freezer les moustaches                            | Nothing is Impopsicle               | Moreno Valley (Californie)  | 4 janvier 2022     |
| 298              | 29                | Nom d'une pipe                                           | Karma is a Bid!                     | Banning (Californie)        | 11 janvier 2022    |
| 299              | 30                | Dusty rime avec profit                                   | In Dusty We Trusty                  | Riverside (Californie)      | 11 janvier 2022    |
| 300              | 31                | Souvenirs d'enfance                                      | The Hunchy-Back of La Habra         | La Habra (Californie)       | 18 janvier 2022    |
| 301              | 32                | À la recherche de profit !                               | The 300th Time's the Charm !        | Van Nuys (Californie)       | 18 janvier 2022    |

### Saison 14 (2022-2022)[17]
- La numérotation est celle de la version originale diffusée sur A&E.
- La numérotation française est totalement différente et ne suit pas la numérotation américaine.

| N° dans la série | N° dans la saison | Titres en français                                                    | Titres en anglais (VO)                                       | Lieux enchères                | Date diffusion USA |
| ---------------- | ----------------- | --------------------------------------------------------------------- | ------------------------------------------------------------ | ----------------------------- | ------------------ |
| 302              | 01                | Souvenirs d'enfance / Il ne faut jamais monter sur ses grands chevaux | You Can Lead a Horse to a Locker, but You Can't Make Him Bid | Riverside (Californie)        | 8 mars 2022        |
| 303              | 02                | Titre français inconnu                                                | Piles To Go Before I Keep                                    | Fullerton (Californie)        | 8 mars 2022        |
| 304              | 03                | Duel amical                                                           | In Pain in the Membrane                                      | Victorville (Californie)      | 15 mars 2022       |
| 305              | 04                | Titre français inconnu                                                | How the West Covina Was Won                                  | West Covina (Californie)      | 15 mars 2022       |
| 306              | 05                | Titre français inconnu                                                | King of Orange... Chicken                                    | Orange (Californie)           | 22 mars 2022       |
| 307              | 06                | Titre français inconnu                                                | Lego My Locker                                               | Stanton (Californie)          | 22 mars 2022       |
| 308              | 07                | Régner ou Briller                                                     | Reign or Shine                                               | Montebello (Californie)       | 29 mars 2022       |
| 309              | 08                | La soif d'apprendre                                                   | The King of Montebowl-o                                      | Montebello(Californie)        | 29 mars 2022       |
| 310              | 09                | Titre français inconnu                                                | Here Comes the Calvin-ry!                                    | Riverside (Californie)        | 5 avril 2022       |
| 311              | 10                | Une vente pleine de surprises                                         | Zip Tie Lies                                                 | San Bernardino (Californie)   | 5 avril 2022       |
| 312              | 11                | Un territoire à défendre                                              | Children of the Cornbread                                    | Lancaster (Californie)        | 12 avril 2022      |
| 313              | 12                | Tous les moyens sont bons                                             | Proxy Moxie                                                  | El Monte (Californie)         | 12 avril 2022      |
| 314              | 13                | L'appât du gain                                                       | Two for the Price of Dust                                    | Riverside (Californie)        | 19 avril 2022      |
| 315              | 14                | Rien ne va plus                                                       | It's a Safe Time to Get Lit!                                 | Huntington Beach (Californie) | 19 avril 2022      |

## Participants
| Participants                  | occupations           | S. 01 | S. 02 | S. 03 | S. 04 | S. 05 | S. 06 | S. 07 | S. 08 | S. 09 | S. 10 | S. 11 | S. 12 | S. 13 | S. 14 |
| ----------------------------- | --------------------- | ----- | ----- | ----- | ----- | ----- | ----- | ----- | ----- | ----- | ----- | ----- | ----- | ----- | ----- |
| Dan & Laura Dotson            | Commissaires-Priseurs | ✔️    | ✔️    | ✔️    | ✔️    | ✔️    | ✔️    | ✔️    | ✔️    | ✔️    | ✔️    | ✔️    | ✔️    | ✔️    | ✔️    |
| Emily Wears                   | Commissaire-Priseur   | -     | -     | -     | -     | -     | -     | -     | -     | -     | ✔️    | ✔️    | ✔️    | -     | -     |
| Earl & Johan Graham           | Commissaires-Priseurs | -     | -     | -     | ✔️    | -     | -     | -     | -     | -     | -     | -     | -     | -     | -     |
| Ron Scheenstra                | Commissaire-Priseur   | -     | -     | -     | -     | ✔️    | -     | -     | -     | -     | -     | -     | -     | -     | -     |
| Bruce Reich                   | Commissaire-Priseur   | -     | -     | -     | -     | -     | -     | -     | ✔️    | -     | -     | -     | -     | -     | -     |
| Artie & Shannon Dahlmeier     | Enchérisseur          | -     | -     | -     | -     | -     | -     | -     | ✔️    | -     | -     | -     | -     | -     | -     |
| Barry Weiss                   | Enchérisseur          | ✔️    | ✔️    | ✔️    | ✔️    | -     | -     | -     | -     | -     | -     | -     | -     | ✔️    | ✔️    |
| Brandon Sheets                | Enchérisseur          | ✔️    | ✔️    | ✔️    | ✔️    | ✔️    | ✔️    | ✔️    | ✔️    | ✔️    | -     | -     | -     | -     | -     |
| Chad Sheets                   | Enchérisseur          | -     | -     | -     | -     | -     | -     | -     | -     | -     | ✔️    | ✔️    | ✔️    | -     | -     |
| Darrell Sheets                | Enchérisseur          | ✔️    | ✔️    | ✔️    | ✔️    | ✔️    | ✔️    | ✔️    | ✔️    | ✔️    | ✔️    | ✔️    | ✔️    | ✔️    | ✔️    |
| Dave Hester                   | Enchérisseur          | ✔️    | ✔️    | ✔️    | -     | ✔️    | ✔️    | ✔️    | ✔️    | ✔️    | ✔️    | ✔️    | ✔️    | -     | -     |
| Herb Brown & Mike Karlinger   | Enchérisseur          | -     | -     | ✔️    | ✔️    | -     | -     | -     | -     | -     | -     | -     | -     | -     | -     |
| Ivy Calvin                    | Enchérisseur          | -     | -     | ✔️    | ✔️    | ✔️    | ✔️    | ✔️    | ✔️    | ✔️    | ✔️    | ✔️    | ✔️    | ✔️    | ✔️    |
| Jarrod Schulz                 | Enchérisseur          | ✔️    | ✔️    | ✔️    | ✔️    | ✔️    | ✔️    | ✔️    | ✔️    | ✔️    | ✔️    | ✔️    | ✔️    | ✔️    | -     |
| Brandi Passante               | Enchérisseur          | ✔️    | ✔️    | ✔️    | ✔️    | ✔️    | ✔️    | ✔️    | ✔️    | ✔️    | ✔️    | ✔️    | ✔️    | ✔️    | ✔️    |
| Jeff Jarred                   | Enchérisseur          | -     | -     | ✔️    | -     | -     | -     | -     | -     | -     | -     | -     | -     | -     | -     |
| Justin Bryant                 | Enchérisseur          | -     | -     | -     | -     | -     | -     | -     | -     | -     | -     | ✔️    | ✔️    | -     | -     |
| Kenny Crossley                | Enchérisseur          | -     | ✔️    | ✔️    | ✔️    | -     | -     | -     | -     | -     | ✔️    | ✔️    | ✔️    | ✔️    | ✔️    |
| Mark & Matt Harris            | Enchérisseur          | -     | -     | -     | ✔️    | -     | -     | -     | -     | -     | -     | -     | -     | -     | -     |
| Mark Balelo (†)               | Enchérisseur          | -     | ✔️    | ✔️    | ✔️    | -     | -     | -     | -     | -     | -     | -     | -     | -     | -     |
| Mary Padian                   | Enchérisseur          | -     | -     | -     | -     | ✔️    | ✔️    | ✔️    | ✔️    | ✔️    | ✔️    | ✔️    | ✔️    | -     | -     |
| Nabila Haniss                 | Enchérisseur          | -     | ✔️    | ✔️    | ✔️    | -     | -     | -     | -     | -     | -     | -     | -     | -     | -     |
| Rene Nezhoda & Casey Lloyd    | Enchérisseur          | -     | -     | -     | ✔️    | ✔️    | ✔️    | ✔️    | ✔️    | ✔️    | ✔️    | ✔️    | ✔️    | ✔️    | ✔️    |
| Shana Dahan & Edwina Registre | Enchérisseur          | -     | -     | -     | -     | -     | -     | -     | -     | -     | -     | ✔️    | ✔️    | -     | -     |
| Lisa Delarios                 | Enchérisseur          | -     | -     | -     | -     | -     | -     | -     | -     | -     | -     | -     | -     | ✔️    | ✔️    |
| Dusty Riach                   | Enchérisseur          | -     | -     | -     | -     | -     | -     | -     | -     | -     | -     | -     | -     | ✔️    | ✔️    |

Fond vert : permanent

Fond bleu : récurrent

Fond jaune : occasionnellement

Les saisons correspondent a la version américaine.

Affiche annonçant la nouvelle saison de Storage Wars à New York.

- Commissaires-priseurs :
  - Dan et Laura Dotson
  - Earl et Johan Graham[18] (dans 6 épisodes de la saison 4 [épisodes 92, 94, 95, 96, 99 et 101)
  - Ron Scheenstra (dans l'épisode 131 de la saison 5)
  - Bruce Reich (dans l'épisode 171 de la saison 8)
  - Emily Wears
- Enchérisseurs :
  - Dave Hester[19] : toujours habillé en tenue de travail noire. Il a mis fin à son contrat de travail avec l'émission à la fin de la saison 3 (2012) : en conflit avec la chaîne, il a porté plainte et perdu. Il fait son retour dans la saison 5 après avoir trouvé un compromis avec la chaîne[20]. Au cours de la saison 8, Dave Hester se fera exclure à la suite d'une violente bagarre avec les commissaires-priseurs Dan et Laura (saison 8 épisode 7)[21].
  - Jarrod Schulz et Brandi Passante : le jeune couple de commerçants, ils possèdent un magasin, ils sont parmi les enchérisseurs ayant les moyens financiers les plus bas. Jarrod est aussi copropriétaire d'une marque de vêtements "Outlaw Apparel"[22] qu'il porte durant l'émission et ils ont aussi leur propre émission Brandi & Jarrod: Married to the Job (en)[23]. À partir de la saison 13, le couple est séparé.
  - Darrell et Brandon Sheets : avec des allures de redneck, il est souvent accompagné de son fils qu'il rabaisse fréquemment. Il aime se comparer à un flambeur de casino.
  - Ivy Calvin
  - Rene Nezhoda et Casey Lloyd
  - Mary Padian : elle vient de Storage Wars : Texas et apparaît dans quelques épisodes souvent en substitution de Dave Hester.
  - Kenny Crossley
  - Lisa Delarios
  - Dusty Riach
  - Barry Weiss : contrairement à la plupart des participants, il ne possède pas de magasin de vente, c'est un collectionneur. Il a été présentateur de télévision, mais sa fortune est issue de la vente d'une entreprise de commerce de gros en aliments pour épiceries, qu'il possédait avec son frère[24]. Barry Weiss quitte la serie à la fin de la saison 4, pour lancer sa propre émission Barry'd Treasure (en)[25]. Il revient dans la saison 13.
- Anciens enchérisseurs :
  - Jeff Jarred :
  - Herb Brown et Mike Karlinger :
  - Mark Balelo : en 2013 il est arrêté sous emprise de méthamphétamine et se suicide deux jours plus tard[26],[27].
  - Mark et Matt Harris : Les jumeaux de l'émission, au départ ils n'étaient pas acheteurs, mais collectionneurs comme Barry, il a même déjà fait appel à eux pour estimer un objet. Par la suite ils ont décidé de se lancer dans l'achat de box.
  - Nabila Haniss : C'est Dave Hester façon féminin, elle a bâti sa fortune ainsi que sa réputation en achetant et revendant l'intégralité des affaires du box qui aurait appartenu à Paris Hilton, elle apparaît dans la saison et disparaît par la suite.
  - Mike Karlinger et Herb Brown
  - Chad Sheets
  - Shana Dahan & Edwina Registre
  - Justin Bryant

## Émissions dérivées
- Storage Wars : Enchères surprises est la première version, diffusée depuis le 1er décembre 2010.

Le série "Storage Wars" a donné lieu à huit autres déclinaisons, basées sur le même principe :
- Storage Wars : Texas (2011-2014) : Premier spin-off
- Storage Wars : Enchères à New York (2013) : Deuxième spin-off
- Storage Wars: Miami (en) (2015) : Troisième spin-off
- Barry'd Treasure (en) (2014) : Quatrième spin-off
- Brandi & Jarrod: Married to the Job (en) (2014) : Cinquième spin-off
- Storage Wars : Barry Strikes Back (2015) : Sixième spin-off
- Storage Wars : Adjugé, vendu (Canada) (2013 - 2015) : Première version internationale
- Storage Wars France : Enchères surprises (2015) (6ter) ; Deuxième version internationale

Autres émissions similaires :
- Auction Hunters
- Baggage Battles
- Enchères à l'aveugle (Property Wars)
- Enchères à tout prix
- Storage Hunters : La Guerre des enchères
- Box aux enchères (2016) (D8) .

## Dans la culture populaire
Une parodie de l'émission apparaît dans l'épisode 14 de la saison 24 des Simpsons : Storage Battle.